# جائزة هالت
جائزة هالت هي مسابقة سنوية، حيث تُحشد فيها أفكار على مدار السنة من طلاب الجامعات من بعد تحديهم لحل قضية مُلحة تواجه العالم مثل الأمن الغذائي، الوصول إلى المياه، الطاقة، والتعليم.  تأسست جائزة هالت من قبل أحمد الأشقر وبيرتيل هالت، يتم تمويلها من قبل تبرع عائلة هالت - مؤسسي إي إف التعليم أولاً - بمبلغ قدره مليون دولار أمريكي كرأس مال أولي لمساعدة الفريق الفائز في إطلاق مشروع مجتمعي.
الجائزة هي شراكة بين كلية التجارة الدولية هولت ومؤسسة الأمم المتحدة. ويختار الرئيس الأمريكي السابق بيل كلينتون موضوع التحدي ويعلن الفائز في شهر سبتمبر من كل عام. وقد ذكر في عام 2012 بمجلة تايم «أفضل 5 أفكار غيرت العالم إلى الأفضل»..  يشار إلى أن جائزة هالت سميت باسم «جائزة نوبل للطلاب» من قبل الحائز على جائزة نوبل محمد يونس.

## التاريخ
ألهمت محاضرة ألقاها مدير «لاب توب لكل طفل» تشاك كين فكرة مسابقة مشاريع تركز على حل المشاكل العالمية من خلال ريادة الأعمال الاجتماعية. في مارس 2010، أطلق طلاب ماجستير إدارة الأعمال وهم أحمد الأشقر، تمارا سام، وكارولين باخمان، وخوسيه إسكوبار ونبيل شاتشو، تحدي القضية العالمية هالت، الذي أعيدت تسميته في وقت لاحق إلى جائزة هالت. تنافس طلاب من أكثر من تسعين كلية أعمال في ثلاثة فروع لكلية هالت في دبي ولندن وبوسطن في نفس الوقت.
وفي عام 2011، توسعت المسابقة إلى خمس جولات إقليمية في حرم كلية هالت في جميع أنحاء العالم (شنغهاي ودبي ولندن وبوسطن وسان فرانسيسكو) مع تأهل الفريق الفائز من كل منطقة للنهائيات العالمية في مدينة نيويورك.أعلن الرئيس بيل كلينتون لأول مرة عن الفائز بجائزة هالت (الذي كان لا يزال يسمى تحدي القضية العالمية هالت في ذلك الوقت) في عام 2011،  بقي يعلن عن الفريق الفائز في كل سنة لاحقة . في عام 2012، توسعت المسابقة لتشمل ثلاثة مسارات - الطاقة والإسكان والتعليم - وعقدت المرحلة النهائية العالمية في مكتبة نيويورك العامة. وبحلول عام 2013، جذبت الجائزة أكثر من 10,000 طالب بكافة الدراسات الجامعية.
تدير العديد من كليات إدارة الأعمال الكبرى مسابقات داخلية للتأهيل المسبق للفرق، وبعد ذلك يتم ادخالهم إلى المنافسة. في عام 2018، شارك أكثر من 250,000 طالب من أكثر من 100 دولة في جائزة هالت، تنافسوا على ما مجموعة 5 ملايين دولار من الجوائز المالية.  اعتبارا من عام 2017، جائزة هولت في 1000 جامعة في جميع أنحاء العالم.

## المنظمة

### القيادة
شغل أحمد أشقر منصب الرئيس التنفيذي المؤسس لجائزة هالت منذ عام 2009. أعضاء فريق القيادة والإدارة الحالي هم كريم سمرة (COO)، شارلمان كوينيثيو (نائب الرئيس، العمليات العالمية والمالية)، نيللي أندرادي (المدير العالمي، برنامج جائزة هالت داخل الحرم الجامعي)، جمال خياط (رئيس تطوير الأعمال العالمية)، كالوم بورتر هاريس (المدير العالمي لإقليم)، أيمن أرندي (مدير البرنامج الوطني)، ريكاردو ألفاريز (رئيس العلامة التجارية العالمية والاتصالات) وبريا سلطان (مدير المشاريع العالمية).  نسخة محفوظة 25 يونيو 2020 على موقع واي باك مشين.

### البرامج
منذ إطلاق جائزة هالت في عام 2010، أطلقت العديد من البرامج، المسابقة الأصلية هي الآن المسابقة الرائدة لجائزة هالت، مع برامج أخرى هي جائزة هالت الإقليمية، جائزة هالت في الحرم الجامعي، مسرعة جائزة هولت وقمة جائزة هالت. نسخة محفوظة 20 يناير 2020 على موقع واي باك مشين.. ولا يزال حدث حفل القمة العالمية السنوي الذي يقام في مقر الأمم المتحدة مع الجائزة 1,000,000 دولار أمريكي التي تمنحها لريادة الأعمال المجتمعية.

## التحديات

### 2010: التعليم في مرحلة الطفولة المبكرة

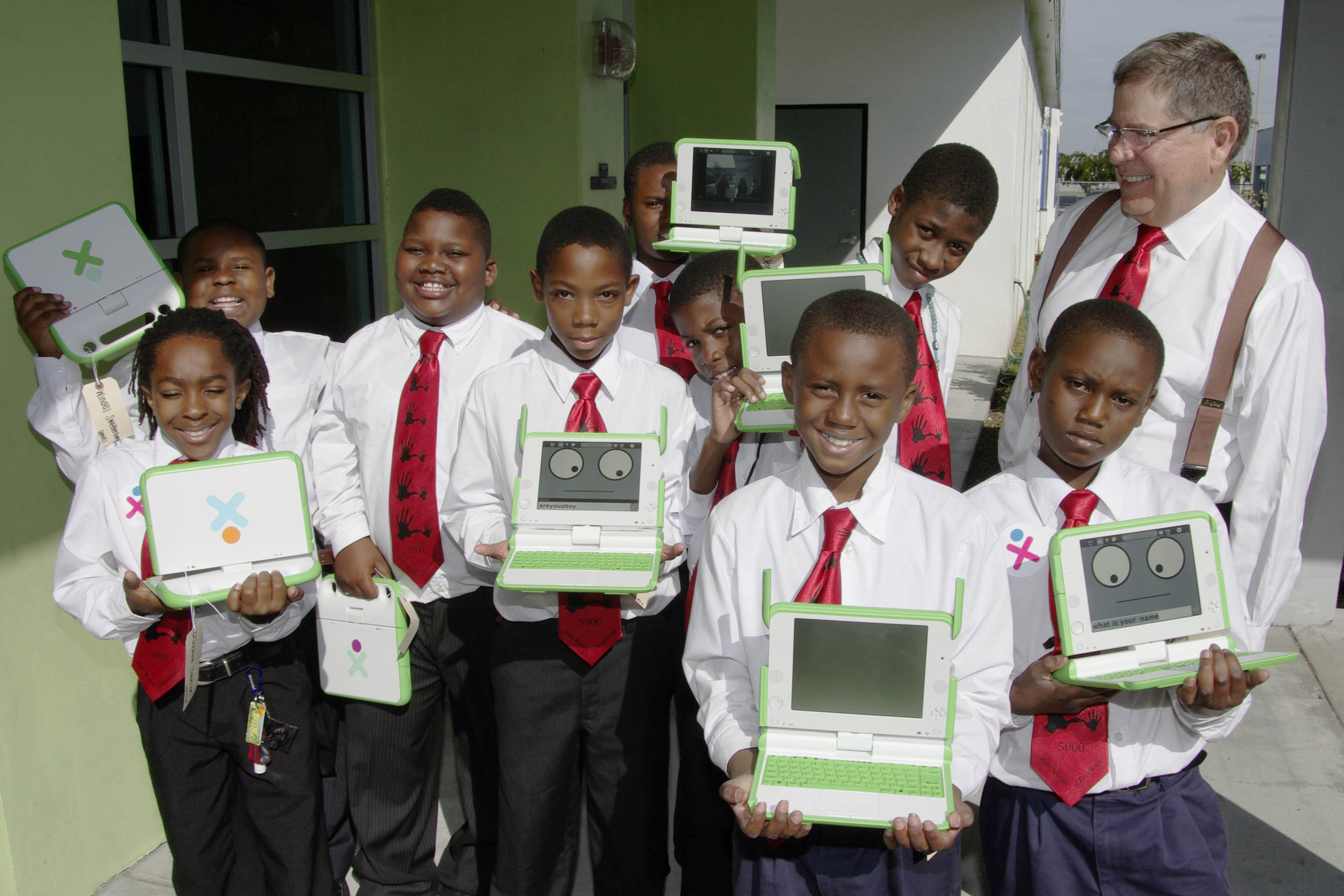
الأطفال الذين لديهم أجهزة كمبيوتر محمولة من كمبيوتر محمول لكل طفل، وهي منظمة غير ربحية ودراسة حالة لتحدي Hult Global Case Challenge الافتتاحي لعام 2010.

أقيمت جائزة هالت الافتتاحية باعتبارها تحدي القضية العالمية وسعى المشاركون إلى إيجاد سبل لدعم وتوسيع نطاق تأثير مهمة حاسوب محمول واحد لكل طفل في تطوير وإنتاج وتوزيع حواسيب محمولة بأسعار معقولة، ولا سيما بالنسبة للبلدان النامية.  

### 2011: أزمة المياه العالمية
في عام 2011، ركَّز تحدي هالت على موضوع المياه النظيفة. تمَّ تحدي المشاركين لتوفير وتحسين المياه النظيفة وطرق الصرف الصحي لأكثر من 2.5 مليار شخص في جميع أنحاء العالم، الذين لا يستطيعون الوصول إليها. وقد أقيم التحدي بالشراكة مع مات ديمون و Water.org.
 وقد تم منح الجائزة لفريق من جامعة كامبريدج، بقيادة أكانكشا هازاري، مع تحول فكرتهم إلى مؤسسة إم. باني المجتمعية، التي تعمل على إيجاد طرق رقمية لتوفير المياه الآمنة والتعليم والرعاية الصحية والطاقة والتغذية والتنقل للمجتمعات الهندية الريفية.

### 2012: الإسكان والتعليم والطاقة
في عام 2012، تحدي جائزة هالت تمحور حول فقر الطاقة العالمي، سعياً إلى دعم العديد من الناس في جميع أنحاء العالم، الذين لا يزالون يعيشون بدون كهرباء تمحور التحدي حول إزالة استخدام مصابيح الكيروسين في أفريقيا بحلول عام 2018.  وكان الفريق الفائز مجموعة من جامعة نيويورك أبوظبي، تتألف من طلاب دوليين. تم تسعير المجموعة لحلها لتوريد الإضاءة الشمسية. لتطبيق أفكار الطالب، منحت المنظمة غير الحكومية سولار ايد مع جزء من الجائزة المالية. 

### 2013: أزمة الغذاء العالمية
ونظراً لأن ما يقارب مليار شخص في جميع أنحاء العالم ما زالوا يعانون من الجوع، فقد ركزت جائزة هالت لعام 2013 على أزمة الغذاء العالمية. تم اختيار موضوع عام 2013 شخصيًا من قبل بيل كلينتون. ذهبت الجائزة إلى مجموعة أسباير للأغذية من جامعة ماكغيل لفكرة معالجة الحشرات الصالحة للأكل لإنتاج مصدر مستدام للبروتين. وبهذه الطريقة، توفر مجتمعات الأحياء الفقيرة إمكانية وصول أسهل وأفضل إلى العناصر الغذائية الأساسية.  

### 2014: حل الأمراض غير المعدية في الأحياء الفقيرة الحضرية
ركزت جائزة هالت لعام 2014 على الرعاية الصحية: الأمراض غير المعدية في الأحياء الفقيرة الحضرية. وقد تحدوا الطلاب ببناء مؤسسات مجتمعية مستدامة وقابلة للتطوير من أجل مكافحة الأمراض غير المعدية مرة أخرى في الأحياء الفقيرة. وقد منحت الجائزة لمجموعة من خمسة من خريجي كلية إدارة الأعمال الهندية. واقترح الفريق الفائز، نانو هيلث، تعليم وتوظيف العاملين في مجال الصحة، الذين يديرون معسكرات الفحص، ويساعدون في تشخيص الامراض، ويدعمون المواطنين في تغيير نمط الحياة. وقد تم تجهيز العاملين الصحيين بـ "Doc-in-a-Box" – وهي أداة تشخيصية لمؤشرات الصحة الأساسية. قد تم دعم فريق نانو هيلث من مختلف الشركاء الصناعيين، بما في ذلك GVK العلوم الحيوية، الذين يدعمون المشروع مع أداتهم HEART (الصحة التحليلية وأداة إعداد التقارير).

### 2015: تعليم في مرحلة الطفولة المبكرة
في عام 2015، تحدت الجائزة الفرق لإيجاد حلول للفجوة التعليمية في مرحلة الطفولة المبكرة (الأطفال الذين تبلغ أعمارهم من صفر إلى 6 سنوات).  وكان الفريق الفائز IMPCT من برنامج IMBA في جامعة تشينجتشي الوطنية في تايوان. طور الفريق PlayCare، وهي منصة للأسهم الصغيرة، حيث يمكن للجميع الاستثمار في أعمال التعليم المستدامة في إطار نموذج تقاسم الأرباح. وتدعم شركات التعليم، مثل مراكز الرعاية في الأحياء الفقيرة الحضرية، أيضاً الجهود التعليمية وزيادة الالتحاق.   كما عين الفريق آن لوي لي سفيرة مؤسستهم، التي كانت رائدة في حركة وسائل التواصل الاجتماعي   «إنشاء #IMPCT».

### 2016: المساحات الحضرية المزدحمة
كان تحدي جائزة هالت لعام 2016 للفرق المشاركة هو تقديم فكرة عن مشروع تجاري من شأنه أن يضاعف دخل مليون شخص في العالم النامي بحلول عام 2022. وقد منحت الجائزة لفريق من كلية إيرلهام الذي ركزت فكرته التجارية،Magic Bus Ticketing، على تحسين نظام النقل العام في كينيا.
وكان من بين الحكام في مسابقة عام 2016: محمد عاشور، الرئيس التنفيذي لمجموعة أسباير للأغذية، وبوب كوليمور، الرئيس التنفيذي لشركة سفاريكوم، وبراين فيثرستونهاو، الرئيس والمدير التنفيذي لشركة أوغيلفيون، وكاثلين روجرز، رئيسة يوم الأرض، وبريمال شاه، الرئيس والمؤسس المشارك لشركة كيفا ومحمد يونس، الحائز على جائزة نوبل للسلام لعام 2006.

### 2017: اللاجئون – إعادة إيقاظ الإمكانات البشرية
في عام 2017، تركزت منافسة هالت على حركة الإنسانية، وما تلاها من تحولات ديموغرافية هائلة، والتي تضغط على البنى التحتية الاجتماعية والسياسية والمادية وفاز في المسابقة فريق TeamEME من كلية EME.

### 2018: تحويل - تسخير قوة الطاقة
في عام 2018، تحدت الجائزة فرق الطلاب من 121 دولة  للعثور على ابتكارات الطاقة وتطويرها لتعزيز حياة مليون شخص. وتفترض جائزة هولت أنه من الضروري أن يجد العالم المزيد من التعطيل الذي يستفيد من ابتكارات الطاقة.  وفاز في المسابقة فريق سن رايز من كلية لندن الجامعية..

### 2019: بطالة الشباب العالمية
في عام 2019، فاز فريق من ريادي الأعمال المكسيكيين من TecDe Monterrey بجائزة هالت بفكرة مشروع روتوبيا. وركزت المسابقة على بطالة الشباب على الصعيد العالمي واجتذبت أكثر من 000 250 مشارك من جميع أنحاء العالم.

### 2020: التغيّر المناخي
موضوع جائزة هالت لعام 2020 هو قضية تغير المناخ.

### 2021: الأمن الغذائي
موضوع جائزة هالت لعام 2021 هو قضية الأمن الغذائي العالمي

## الشراكات
وفي عام 2010، ركزت المسابقة على التعليم بالشراكة مع حاسوب محمول واحد لكل طفل. وقد شارك الحدث في عام 2011 مع water.org للتركيز على توفير المياه النظيفة.

## الجوائز والتقديرات
وفقا لمجلة فوربس، فإن جائزة هالت هي واحدة من أهم جوائز ريادة الأعمال المجتمعية في العالم. تم ذكر الفائزين بجائزة هالت في تصنيف فوربس العالمي 30 / 30.

## المزيد من القراءة
- Mazzoni، Mary (8 نوفمبر 2016). "The Hult Prize: Incubating for Impact". Triple Pundit. مؤرشف من الأصل في 2017-10-15. اطلع عليه بتاريخ 2017-04-09.
- Melby، Caleb (30 أبريل 2012). "Hult Global Case Challenge Is Changing The Social Business Paradigm". Forbes. مؤرشف من الأصل في 2020-02-18. اطلع عليه بتاريخ 2017-04-09.
- Woodward، Vivienne (7 أبريل 2017). "The $1 Million "Nobel Prize" For Social Entrepreneurs Now Dedicated To Refugees". GOOD Money. مؤرشف من الأصل في 2017-10-15. اطلع عليه بتاريخ 2017-04-11.
- Bahree، Megha (11 يناير 2015). "A million dollars to solve the world's problems". USA Today. مؤرشف من الأصل في 2020-07-25. اطلع عليه بتاريخ 2017-04-09. +

## روابط خارجية
- الموقع الرسمي